# Sam Hinds
Samuel Archibald Anthony Hinds (nacido el 27 de diciembre de 1943) fue el primer ministro de Guyana desde 1999 hasta 2015.
Hinds era el primer ministro durante el gobierno de Cheddi Jagan, pero cuando este murió en marzo de 1997, asumió como Presidente de la República, de acuerdo con la constitución vigente, hasta la convocatoria de nuevas elecciones. Tuvo que dimitir en diciembre, a favor de Janet Jagan, la viuda de Cheddi, quien lo designó como primer ministro en funciones.
En agosto de 1999, Jagan decidió dimitir, y tuvo que ser sustituido por un miembro del mismo partido; entonces la presidenta reemplazó a Hinds por Bharrat Jagdeo, y este automáticamente asumió la presidencia de la república y nombró de nuevo a Sam Hinds como primer ministro del país.
| Predecesor: Hamilton Green | Primer ministro de Guyana 1992-1997 | Sucesor: Janet Jagan      |
| Predecesor: Cheddi Jagan   | Presidente de Guyana 1997           | Sucesor: Janet Jagan      |
| Predecesor: Janet Jagan    | Primer ministro de Guyana 1997-1999 | Sucesor: Bharrat Jagdeo   |
| Predecesor: Bharrat Jagdeo | Primer ministro de Guyana 1999-2015 | Sucesor: Moses Nagamootoo |

- Datos: Q57697
- Multimedia: Sam Hinds / Q57697